# Luchthaven Grozny
Luchthaven Grozny (Russisch: Аэропорт Грозный; Tsjetsjeens: Соьлжа-ГӀалан аэропорт) is een luchthaven op 7,5 km ten noorden van de stad Grozny, de hoofdstad van de autonome republiek Tsjetsjenië in Rusland.
Het is de enige civiele luchthaven in Tsjetsjenië en hij bestaat sinds 1938. Sinds 1977 is er een verharde landingsbaan.
De luchthaven verandere enige malen van naam en werd Luchthaven Noord, of Luchthaven Sjeik Mansour genoemd. De luchthaven werd zwaar beschadigd tijdens de Eerste Tsjetsjeense Republiek tussen 1991 en 1994. Vanaf het jaar 2000 werd de luchthaven weer gerestaureerd (hoewel een grote hoeveelheid geld dat daarvoor bestemd was verdwenen is), waarbij de startbaan verlengd is. In 2007 is de naam veranderd van Luchthaven Noord in Luchthaven Grozny. Op 16 november 2009 startte de eerste internationale vlucht sinds 15 jaar vanaf de luchthaven, naar Saoedi-Arabië met pelgrims.
Er zijn plannen om de startbaan met 1100 m verder te verlengen waardoor de luchthaven voor alle soorten vliegtuigen bereikbaar zou worden.